# Gönczy Lajos (teológus)
ifj. Gönczi/Gönczy Lajos (Székelyudvarhely, 1889. szeptember 29. – Kolozsvár, 1986. április 22.) romániai magyar református lelkész, teológiai tanár. Unokatestvére Ravasz Lászlónak és Musnai Lászlónak.

## Életpályája
Székelyudvarhelyen 1907-ben végezte el a gimnáziumot. A teológiát Kolozsváron végezte el 1911-ben; vele párhuzamosan az egyetem bölcsészettudományi karán is tanult, ahol 1913-ban doktorátust szerzett. 1911-ben Berlinben töltött egy évet. Hazatérve előbb Kolozsváron püspöki titkár és segédlelkész volt. 1914-től Gyulafehérváron, 1922–1924 között Désen volt lelkész. 1920-ban teológiai magántanár lett Kolozsváron. 1923-tól helyettes, 1924–1948 között Kolozsváron rendes teológiai tanár a gyakorlati teológiai tanszéken. 1948-ban nyugdíjba vonult.

## Művei
- Az érzelem problémája (Kolozsvár, 1914)
- Az összehasonlító történeti módszer alkalmazásának kérdése (Gyulafehérvár, 1918)
- Isten hatalmas Keze alatt (Beszédek, Torda, 1927)
- A református egyház cultusa (Kolozsvár, 1928)
- Az igehirdetés tényezői egymáshoz való viszonyukban (Kolozsvár, 1931)
- Eschatologia és igehirdetés (a Kecskeméthy emlékkönyvben) (Kolozsvár, 1934)
- Mi szükségünk van az Ótestamentomra (Kolozsvár, 1939)
- A homiliás és szakramentumos istentisztelet (Budapest, 1941)
- Imádságos könyv református keresztyének számára (Kolozsvár, 1974)